# شاين سميث
شاين سميث (بالإنجليزية: Shane Smith)‏ (24 سبتمبر 1985 الولايات المتحدة الولايات المتحدة - ) هو لاعب كرة قدم أمريكي يلعب كمدافع.